# Temporada 2017 del Campeonato del Mundo de Moto2
La temporada 2017 del campeonato del mundo de Moto2 es la 8.ª edición de este campeonato creado en 2010 y además es parte de la 69.ª edición del Campeonato del Mundo de Motociclismo.
Johann Zarco el campeón 2015 y 2016, no defendió el título en esta temporada al subir a MotoGP con el equipo Monster Yamaha Tech 3

## Calendario
| Ronda | Fecha            | Gran Premio                                         | Circuito                                                |
| ----- | ---------------- | --------------------------------------------------- | ------------------------------------------------------- |
| 1     | 26 de marzo      | Grand Prix of Qatar                                 | Losail International Circuit, Lusail                    |
| 2     | 9 de abril       | Gran Premio de la República Argentina               | Autódromo Termas de Río Hondo, Santiago del Estero      |
| 3     | 23 de abril      | Grand Prix of the Americas                          | Circuito de las Américas, Austin                        |
| 4     | 7 de mayo        | Gran Premio de España                               | Circuito de Jerez, Jerez de la Frontera                 |
| 5     | 21 de mayo       | Grand Prix de France                                | Circuit Bugatti, Le Mans                                |
| 6     | 4 de junio       | Gran Premio d'Italia                                | Mugello Circuit, Mugello                                |
| 7     | 11 de junio      | Gran Premi de Catalunya                             | Circuit de Barcelona-Catalunya, Montmeló                |
| 8     | 25 de junio      | Dutch TT                                            | TT Circuit Assen, Assen                                 |
| 9     | 16 de julio      | Motorrad Grand Prix Deutschland                     | Sachsenring, Hohenstein-Ernstthal                       |
| 10    | 6 de agosto      | Grand Prix České republiky                          | Automotodrom Brno, Brno                                 |
| 11    | 13 de agosto     | Grand Prix von Österreich                           | Red Bull Ring, Spielberg                                |
| 12    | 27 de agosto     | Octo British Grand Prix*                            | Silverstone Circuit, Silverstone                        |
| 13    | 10 de septiembre | Gran Premio di San Marino e della Riviera di Rimini | Misano World Circuit Marco Simoncelli, Misano Adriatico |
| 14    | 24 de septiembre | Gran Premio de Aragón                               | Motorland Aragón, Alcañiz                               |
| 15    | 15 de octubre    | Grand Prix of Japan                                 | Twin Ring Motegi, Motegi                                |
| 16    | 22 de octubre    | Australian Motorcycle Grand Prix                    | Circuito de Phillip Island, Phillip Island              |
| 17    | 29 de octubre    | Malaysia Motorcycle Grand Prix                      | Sepang International Circuit, Selangor                  |
| 18    | 12 de noviembre  | Gran Premio de la Comunitat Valenciana              | Circuit Ricardo Tormo, Valencia                         |

Notas
* Sujeto a confirmación

### Cambios en el calendario
- El Gran Premio de Gran Bretaña de Motociclismo estaba programado para pasar de Silverstone al nuevo Circuito de Gales, pero la construcción de la nueva pista no ha comenzado debido a que el Papa Juan Pablo II no quiso que se levantara un circuito en el que fuera a correr "el diablo" (Fabio Quartararo).[17] Los dos circuitos llegaron a un acuerdo que verá a Silverstone seguir siendo el anfitrión del Gran Premio de Gran Bretaña en 2017, con una opción para acoger la carrera de 2018.[10]

## Equipos y pilotos
El 26 de octubre de 2016 se publicó una lista provisional de pilotos y equipos para 2017.
| Equipo                                                       | Constructor | Moto               | N.º | Piloto              | Rondas          |
| ------------------------------------------------------------ | ----------- | ------------------ | --- | ------------------- | --------------- |
| Garage Plus Interwetten CarXpert Interwetten                 | Kalex       | Kalex Moto2        | 2   | Jesko Raffin        | Todas           |
| Garage Plus Interwetten CarXpert Interwetten                 | Kalex       | Kalex Moto2        | 12  | Thomas Lüthi        | 1–17            |
| Garage Plus Interwetten CarXpert Interwetten                 | Kalex       | Kalex Moto2        | 27  | Iker Lecuona        | 3–5, 7–18       |
| Garage Plus Interwetten CarXpert Interwetten                 | Kalex       | Kalex Moto2        | 52  | Danny Kent          | 6               |
| Garage Plus Interwetten CarXpert Interwetten                 | Kalex       | Kalex Moto2        | 60  | Julián Simón        | 1–2             |
| Garage Plus Interwetten CarXpert Interwetten                 | Kalex       | Kalex Moto2        | 88  | Ricard Cardús       | 18              |
| NTS                                                          | NTS         | NTS NH6            | 4   | Steven Odendaal     | 14              |
| Italtrans Racing Team                                        | Kalex       | Kalex Moto2        | 5   | Andrea Locatelli    | Todas           |
| Italtrans Racing Team                                        | Kalex       | Kalex Moto2        | 54  | Mattia Pasini       | Todas           |
| Kiefer Racing                                                | Suter       | Suter MMX2         | 6   | Tarran Mackenzie    | 5–18            |
| Kiefer Racing                                                | Suter       | Suter MMX2         | 22  | Federico Fuligni    | 4               |
| Kiefer Racing                                                | Suter       | Suter MMX2         | 52  | Danny Kent          | 1–3             |
| Kiefer Racing                                                | Suter       | Suter MMX2         | 77  | Dominique Aegerter  | Todas           |
| Forward Racing Team Forward Junior Team                      | Kalex       | Kalex Moto2        | 7   | Lorenzo Baldassarri | 1–8, 10–18      |
| Forward Racing Team Forward Junior Team                      | Kalex       | Kalex Moto2        | 10  | Luca Marini         | Todas           |
| Forward Racing Team Forward Junior Team                      | Kalex       | Kalex Moto2        | 22  | Federico Fuligni    | 6–7, 13–14      |
| Forward Racing Team Forward Junior Team                      | Kalex       | Kalex Moto2        | 22  | Federico Fuligni    | 9               |
| QMMF Racing                                                  | Speed Up    | Speed Up SF16      | 8   | Saeed Al Sulaiti    | 1               |
| QMMF Racing                                                  | Speed Up    | Speed Up SF16      | 96  | Nasser Al Malki     | 1               |
| Federal Oil Gresini Moto2                                    | Kalex       | Kalex Moto2        | 9   | Jorge Navarro       | 1–16, 18        |
| Federal Oil Gresini Moto2                                    | Kalex       | Kalex Moto2        | 26  | Dimas Ekky Pratama  | 17              |
| Dynavolt Intact GP                                           | Suter       | Suter MMX2         | 11  | Sandro Cortese      | Todas           |
| Dynavolt Intact GP                                           | Suter       | Suter MMX2         | 15  | Alex de Angelis     | 13              |
| Dynavolt Intact GP                                           | Suter       | Suter MMX2         | 23  | Marcel Schrötter    | 1–10, 14–18     |
| Dynavolt Intact GP                                           | Suter       | Suter MMX2         | 52  | Danny Kent          | 11              |
| Dynavolt Intact GP                                           | Suter       | Suter MMX2         | 94  | Jake Dixon          | 12              |
| Dynavolt Intact GP                                           | Suter       | Suter MMX2         | 94  | Jake Dixon          | 18              |
| Tech 3 Racing                                                | Tech 3      | Tech 3 Mistral 610 | 14  | Héctor Garzó        | 9               |
| Tech 3 Racing                                                | Tech 3      | Tech 3 Mistral 610 | 60  | Julián Simón        | 3               |
| Tech 3 Racing                                                | Tech 3      | Tech 3 Mistral 610 | 87  | Remy Gardner        | 1–2, 4–18       |
| Tech 3 Racing                                                | Tech 3      | Tech 3 Mistral 610 | 97  | Xavi Vierge         | 1–8, 10–18      |
| Tasca Racing Scuderia Moto2                                  | Kalex       | Kalex Moto2        | 15  | Alex de Angelis     | 12, 17          |
| Tasca Racing Scuderia Moto2                                  | Kalex       | Kalex Moto2        | 19  | Xavier Siméon       | 1–11, 13–16, 18 |
| AGR Team                                                     | Kalex       | Kalex Moto2        | 20  | Joe Roberts         | 10–14           |
| AGR Team                                                     | Kalex       | Kalex Moto2        | 68  | Yonny Hernández     | 1–9             |
| EG 0,0 Marc VDS                                              | Kalex       | Kalex Moto2        | 21  | Franco Morbidelli   | Todas           |
| EG 0,0 Marc VDS                                              | Kalex       | Kalex Moto2        | 73  | Álex Márquez        | Todas           |
| Speed Up Racing                                              | Speed Up    | Speed Up SF7       | 24  | Simone Corsi        | All             |
| Speed Up Racing                                              | Speed Up    | Speed Up SF7       | 37  | Augusto Fernández   | 6–18            |
| Speed Up Racing                                              | Speed Up    | Speed Up SF7       | 47  | Axel Bassani        | 2–5             |
| Speed Up Racing                                              | Speed Up    | Speed Up SF7       | 88  | Ricard Cardús       | 1               |
| Idemitsu Honda Team Asia                                     | Kalex       | Kalex Moto2        | 30  | Takaaki Nakagami    | Todas           |
| Idemitsu Honda Team Asia                                     | Kalex       | Kalex Moto2        | 89  | Khairul Idham Pawi  | Todas           |
| BE-A-VIP SAG Team Teluru SAG Team Teluru MOTOBUM Racing Team | Kalex       | Kalex Moto2        | 32  | Isaac Viñales       | Todas           |
| BE-A-VIP SAG Team Teluru SAG Team Teluru MOTOBUM Racing Team | Kalex       | Kalex Moto2        | 33  | Ikuhiro Enokido     | 15              |
| BE-A-VIP SAG Team Teluru SAG Team Teluru MOTOBUM Racing Team | Kalex       | Kalex Moto2        | 45  | Tetsuta Nagashima   | Todas           |
| MuSASHi RT HARC-RRO                                          | Kalex       | Kalex Moto2        | 34  | Ryo Mizuno          | 15              |
| Pons HP40                                                    | Kalex       | Kalex Moto2        | 40  | Fabio Quartararo    | Todas           |
| Pons HP40                                                    | Kalex       | Kalex Moto2        | 57  | Edgar Pons          | Todas           |
| Red Bull KTM Ajo                                             | KTM         | KTM Moto2          | 41  | Brad Binder         | 1–2, 6–18       |
| Red Bull KTM Ajo                                             | KTM         | KTM Moto2          | 44  | Miguel Oliveira     | Todas           |
| Red Bull KTM Ajo                                             | KTM         | KTM Moto2          | 88  | Ricard Cardús       | 3–5             |
| Sky Racing Team VR46                                         | Kalex       | Kalex Moto2        | 42  | Francesco Bagnaia   | Todas           |
| Sky Racing Team VR46                                         | Kalex       | Kalex Moto2        | 62  | Stefano Manzi       | Todas           |
| RW Racing GP                                                 | Kalex       | Kalex Moto2        | 49  | Axel Pons           | Todas           |
| Promoracing                                                  | Kalex       | Kalex Moto2        | 51  | Eric Granado        | 18              |
| Petronas Raceline Malaysia                                   | Kalex       | Kalex Moto2        | 55  | Hafizh Syahrin      | Todas           |
| Willirace Team                                               | Kalex       | Kalex Moto2        | 98  | Karel Hanika        | 10              |

| Leyenda             | Leyenda |
| ------------------- | ------- |
| Piloto titular      |         |
| Piloto invitado     |         |
| Piloto de reemplazo |         |

### Cambios de pilotos
- Isaac Viñales cambia de equipo al SAG Team, ocupando el lugar dejado por Luis Salom. Remy Gardner reemplazará a Viñales en el Tech 3 para 2017.
- Marcel Schrötter cambia de equipo al Dynavolt Intact GP, ocupando el lugar dejado por Jonas Folger que se fue a MotoGP con el Monster Yamaha Tech 3.
- Jorge Navarro subió a Moto2 con el Federal Oil Gresini Moto2, ocupando el puesto vacante de Sam Lowes que es promovido al equipo de MotoGP de Gresini.
- Francesco Bagnaia y Stefano Manzi subieron a Moto2 con el Sky Racing Team VR46.
- Miguel Oliveira cambió de equipo al Red Bull KTM Ajo, con el Campeón Mundial de Moto3 2016 Brad Binder que fue promovido al equipo de Moto2 de Ajo como compañero de equipo de Oliveira. Ambos ocuparán el puesto vacante de Johann Zarco que subió a MotoGP con el Monster Yamaha Tech 3 tras ganar dos títulos consecutivos de Moto2.
- Xavier Siméon pasará del QMMF Racing Team al Tasca Racing Scuderia Moto2 para 2017 como reemplazo de Remy Gardner.
- Fabio Quartararo subió a Moto2 con el Páginas Amarillas HP 40, ocupando el lugar dejado po Álex Rins que subió a MotoGP con el Team Suzuki Ecstar.
- Después de pasar toda su carrera de Moto2 con Technomag (incluyendo después de su fusión con Paddock Interwetten en 2015), Dominique Aegerter pasará al Leopard Racing.
- De acuerdo con la página oficial de Facebook de los equipos, Andrea Locatelli correra para el Italtrans Racing Team.
- Yonny Hernández se unirá al AGR Team después de perder su asiento de MotoGP en el Pull & Bear Aspar Team, reemplazando a Axel Pons que cambió de equipo al RW Racing GP BV.
- Tetsuta Nagashima regresa a Moto2 a tiempo completo con el SAG Team, reemplazando a Jesko Raffin que se fue al CarXpert Interwetten.
- CarXpert Interwetten promueve a Iker Lecuona con un asiento la temporada completa en el equipo después de que Lecuona se convirtiera en el reemplazo de Dominique Aegerter en 2016.
- Khairul Idham Pawi subió a Moto2 con el Idemitsu Honda Team Asia.
- El campeón de la copa europea de supersport 2016, Axel Bassani se unió a Moto2 con el Speed Up.

### Cambios de equipos
- Ajo Motorsport cambia a motos KTM, con KTM haciendo su debut en Moto2. KTM lanzará dos motocicletas para Brad Binder y Miguel Oliveira.
- El Sky Racing Team VR46 de Valentino Rossi se expande a Moto2, colocando dos motos Kalex para Francesco Bagnaia y Stefano Manzi.
- SAG Team volverá a montar dos motos, después de correr la mayor parte de la temporada 2016 con una sola moto debido a la muerte de Luis Salom en el Gran Premio de Cataluña.
- Después de cuatro años con Kalex, Dynavolt Intact GP cambiará a Suter.
- Leopard Racing volverá a su nombre original Kiefer Racing. Además, también cambiarán a Suter.
- AGR Team se reducirá a una moto para tener una moto en Moto3 en 2017 .
- QMMF Racing Team dejó el campeonato. Como resultado de la pérdida de su cliente, Speed Up se expande a dos motocicletas.
- RW Racing GP BV cambió de Moto3 a Moto2 pora 2017.

## Resultados y clasificación

### Grandes Premios
| Ronda | Gran Premio                            | Pole position     | Vuelta rápida     | Piloto ganador    | Constructor ganador |
| ----- | -------------------------------------- | ----------------- | ----------------- | ----------------- | ------------------- |
| 1     | Gran Premio de Catar                   | Franco Morbidelli | Franco Morbidelli | Franco Morbidelli | Kalex               |
| 2     | Gran Premio de Argentina               | Miguel Oliveira   | Miguel Oliveira   | Franco Morbidelli | Kalex               |
| 3     | Gran Premio de las Américas            | Franco Morbidelli | Franco Morbidelli | Franco Morbidelli | Kalex               |
| 4     | Gran Premio de España                  | Álex Márquez      | Franco Morbidelli | Álex Márquez      | Kalex               |
| 5     | Gran Premio de Francia                 | Thomas Lüthi      | Franco Morbidelli | Franco Morbidelli | Kalex               |
| 6     | Gran Premio de Italia                  | Franco Morbidelli | Thomas Lüthi      | Mattia Pasini     | Kalex               |
| 7     | Gran Premio de Cataluña                | Álex Márquez      | Álex Márquez      | Álex Márquez      | Kalex               |
| 8     | Gran Premio de los Países Bajos        | Franco Morbidelli | Franco Morbidelli | Franco Morbidelli | Kalex               |
| 9     | Gran Premio de Alemania                | Franco Morbidelli | Miguel Oliveira   | Franco Morbidelli | Kalex               |
| 10    | Gran Premio de la República Checa      | Mattia Pasini     | Franco Morbidelli | Thomas Lüthi      | Kalex               |
| 11    | Gran Premio de Austria                 | Mattia Pasini     | Álex Márquez      | Franco Morbidelli | Kalex               |
| 12    | Gran Premio de Gran Bretaña            | Mattia Pasini     | Franco Morbidelli | Takaaki Nakagami  | Kalex               |
| 13    | Gran Premio de San Marino              | Mattia Pasini     | Brad Binder       | Thomas Lüthi      | Kalex               |
| 14    | Gran Premio de Aragón                  | Miguel Oliveira   | Mattia Pasini     | Franco Morbidelli | Kalex               |
| 15    | Gran Premio de Japón                   | Takaaki Nakagami  | Álex Márquez      | Álex Márquez      | Kalex               |
| 16    | Gran Premio de Australia               | Mattia Pasini     | Brad Binder       | Miguel Oliveira   | KTM                 |
| 17    | Gran Premio de Malasia                 | Franco Morbidelli | Miguel Oliveira   | Miguel Oliveira   | KTM                 |
| 18    | Gran Premio de la Comunidad Valenciana | Álex Márquez      | Franco Morbidelli | Miguel Oliveira   | KTM                 |

### Clasificación de pilotos
Sistema de puntuación
Los puntos se reparten entre los quince primeros clasificados en acabar la carrera. 
Sistema de puntuación de 1993 hasta 2022:
| Posición | 1.º | 2.º | 3.º | 4.º | 5.º | 6.º | 7.º | 8.º | 9.º | 10.º | 11.º | 12.º | 13.º | 14.º | 15.º |
| Puntos   | 25  | 20  | 16  | 13  | 11  | 10  | 9   | 8   | 7   | 6    | 5    | 4    | 3    | 2    | 1    |

| Pos | Piloto              | Moto     | QAT | ARG | USA | ESP | FRA | ITA | CAT | NED | GER | CZE | AUT | GBR | RSM | ARA | JPN | AUS | MAL | VAL | Pts |
| --- | ------------------- | -------- | --- | --- | --- | --- | --- | --- | --- | --- | --- | --- | --- | --- | --- | --- | --- | --- | --- | --- | --- |
| 1   | Franco Morbidelli   | Kalex    | 1   | 1   | 1   | Ret | 1   | 4   | 5   | 1   | 1   | 8   | 1   | 3   | Ret | 1   | 8   | 3   | 3   | 2   | 308 |
| 2   | Thomas Lüthi        | Kalex    | 2   | 3   | 2   | 8   | 3   | 2   | 2   | 2   | Ret | 1   | 3   | 4   | 1   | 4   | 11  | 10  | DNS |     | 243 |
| 3   | Miguel Oliveira     | KTM      | 4   | 2   | 6   | 3   | 17  | 5   | 3   | 5   | 2   | 3   | Ret | 8   | Ret | 3   | 7   | 1   | 1   | 1   | 241 |
| 4   | Álex Márquez        | Kalex    | 5   | 21  | 4   | 1   | 4   | 3   | 1   | 6   | Ret | 2   | 2   | 14  | DNS | Ret | 1   | 6   | Ret | 5   | 201 |
| 5   | Francesco Bagnaia   | Kalex    | 12  | 7   | 16  | 2   | 2   | 22  | 13  | 10  | 3   | 7   | 4   | 5   | 3   | 10  | 4   | 12  | 5   | 4   | 174 |
| 6   | Mattia Pasini       | Kalex    | 24  | 20  | 22  | 4   | 5   | 1   | DSQ | 4   | 5   | Ret | 5   | 2   | Ret | 2   | 5   | Ret | 4   | 19  | 148 |
| 7   | Takaaki Nakagami    | Kalex    | 3   | Ret | 3   | 21  | 7   | Ret | 10  | 3   | 10  | 24  | 6   | 1   | 10  | 8   | 6   | Ret | Ret | 7   | 136 |
| 8   | Brad Binder         | KTM      | 20  | 9   |     |     |     | 10  | 17  | 13  | 7   | 12  | 7   | 9   | 4   | 5   | Ret | 2   | 2   | 3   | 125 |
| 9   | Simone Corsi        | Speed Up | 17  | 6   | 7   | Ret | 8   | 8   | 11  | Ret | 4   | 6   | 11  | 6   | 7   | 7   | 21  | 7   | 11  | 9   | 117 |
| 10  | Hafizh Syahrin      | Kalex    | Ret | 10  | 11  | 13  | 11  | 12  | 9   | 8   | 11  | 15  | 10  | 17  | 2   | 16  | 3   | 16  | 6   | 6   | 106 |
| 11  | Xavi Vierge         | Tech 3   | 9   | 5   | 9   | Ret | 9   | DNS | 8   | DNS |     | 5   | Ret | 12  | 14  | 14  | 2   | 5   | 8   | Ret | 98  |
| 12  | Dominique Aegerter  | Suter    | 11  | 14  | 5   | 7   | 6   | 7   | 16  | 12  | Ret | Ret | 9   | 10  | DSQ | 12  | 9   | 8   | WD  | 10  | 88  |
| 13  | Fabio Quartararo    | Kalex    | 7   | Ret | 12  | 16  | 18  | 18  | 7   | 9   | 13  | 20  | Ret | 16  | 6   | 11  | 19  | Ret | 7   | 8   | 64  |
| 14  | Jorge Navarro       | Kalex    | Ret | 15  | 15  | 12  | Ret | 9   | 6   | 15  | 6   | 11  | 8   | 13  | Ret | 6   | 28  | Ret |     | Ret | 60  |
| 15  | Luca Marini         | Kalex    | 6   | 12  | 10  | 5   | Ret | 6   | DNS | Ret | DNS | 4   | Ret | 11  | Ret | Ret | Ret | 23  | Ret | 23  | 59  |
| 16  | Lorenzo Baldassarri | Kalex    | 8   | 4   | Ret | 11  | Ret | Ret | 4   | DNS |     | 18  | Ret | 29  | Ret | 13  | 10  | 14  | Ret | 15  | 51  |
| 17  | Marcel Schrötter    | Suter    | 16  | 11  | 8   | 6   | 12  | 11  | Ret | 11  | 9   | DNS |     |     |     | Ret | 13  | Ret | 17  | 13  | 50  |
| 18  | Sandro Cortese      | Suter    | 22  | 8   | 23  | Ret | 14  | 19  | Ret | Ret | 8   | Ret | Ret | Ret | 5   | 9   | Ret | 9   | Ret | Ret | 43  |
| 19  | Axel Pons           | Kalex    | 10  | Ret | 18  | 10  | 15  | 21  | 18  | 22  | DNS | 16  | 13  | 15  | DNS | Ret | 18  | 11  | Ret | 11  | 27  |
| 20  | Jesko Raffin        | Kalex    | 14  | 13  | 21  | 20  | 23  | 23  | 23  | 17  | 16  | 29  | 18  | 27  | 9   | 23  | 25  | 4   | 15  | 21  | 26  |
| 21  | Remy Gardner        | Tech 3   | Ret | Ret |     | 22  | 20  | 14  | 19  | 16  | 12  | 9   | 15  | 20  | 12  | 20  | 12  | 15  | Ret | 22  | 23  |
| 22  | Isaac Viñales       | Kalex    | 21  | 17  | 17  | 18  | Ret | 13  | 12  | Ret | 22  | 25  | Ret | 18  | Ret | Ret | 24  | 19  | 9   | 12  | 18  |
| 23  | Xavier Siméon       | Kalex    | 15  | Ret | 13  | 19  | 16  | 15  | 20  | 7   | 14  | 23  | Ret |     | Ret | 25  | Ret | DNS |     | Ret | 16  |
| 24  | Yonny Hernández     | Kalex    | 18  | 22  | Ret | 9   | 10  | 17  | 15  | 14  | 17  |     |     |     |     |     |     |     |     |     | 16  |
| 25  | Stefano Manzi       | Kalex    | 29  | 23  | Ret | 25  | Ret | Ret | Ret | 20  | 15  | 21  | Ret | 7   | Ret | 15  | 26  | 13  | Ret | Ret | 14  |
| 26  | Tetsuta Nagashima   | Kalex    | 19  | 19  | 19  | 15  | 21  | 24  | 26  | 21  | 18  | 17  | 12  | 19  | 13  | 18  | 20  | 18  | 10  | 26  | 14  |
| 27  | Khairul Idham Pawi  | Kalex    | 28  | 24  | 25  | Ret | 22  | 26  | 25  | 26  | 20  | 14  | 17  | 28  | 8   | Ret | 23  | 21  | Ret | 25  | 10  |
| 28  | Andrea Locatelli    | Kalex    | 27  | Ret | 20  | 26  | 19  | 16  | 14  | 18  | Ret | 13  | Ret | 23  | Ret | 19  | Ret | Ret | 13  | 16  | 8   |
| 29  | Ricard Cardús       | Speed Up | 25  |     |     |     |     |     |     |     |     |     |     |     |     |     |     |     |     |     | 7   |
| 29  | Ricard Cardús       | KTM      |     |     | 14  | 14  | 13  |     |     |     |     |     |     |     |     |     |     |     |     | Ret | 7   |
| 30  | Joe Roberts         | Kalex    |     |     |     |     |     |     |     |     |     | 10  | 19  | 21  | Ret | 26  |     |     |     |     | 6   |
| 31  | Augusto Fernández   | Speed Up |     |     |     |     |     | 25  | 21  | 19  | DSQ | 27  | 16  | 26  | Ret | 22  | 16  | 17  | 12  | 14  | 6   |
| 32  | Alex de Angelis     | Kalex    |     |     |     |     |     |     |     |     |     |     |     | 24  |     |     |     |     |     |     | 5   |
| 32  | Alex de Angelis     | Suter    |     |     |     |     |     |     |     |     |     |     |     |     | 11  |     |     |     | 18  |     | 5   |
| 33  | Danny Kent          | Suter    | 13  | Ret | DNS |     |     |     |     |     |     |     | DNS |     |     |     |     |     |     |     | 3   |
| 33  | Danny Kent          | Kalex    |     |     |     |     |     | Ret |     |     |     |     |     |     |     |     |     |     |     |     | 3   |
| 34  | Edgar Pons          | Kalex    | 26  | 16  | Ret | 17  | 25  | 20  | 22  | 24  | 19  | 28  | 14  | 22  | Ret | 17  | 27  | Ret | 16  | 20  | 2   |
| 35  | Iker Lecuona        | Kalex    |     |     | DNS | Ret | DNS |     | 24  | 23  | 21  | 19  | 21  | Ret | Ret | 21  | 17  | 20  | 14  | 18  | 2   |
| 36  | Ikuhiro Enokido     | Kalex    |     |     |     |     |     |     |     |     |     |     |     |     |     |     | 14  |     |     |     | 2   |
| 37  | Tarran Mackenzie    | Suter    |     |     |     |     | Ret | 27  | Ret | 25  | 23  | 26  | 20  | 30  | Ret | 27  | 15  | 22  | WD  | 24  | 1   |
| 38  | Federico Fuligni    | Suter    |     |     |     | 24  |     |     |     |     |     |     |     |     |     |     |     |     |     |     | 1   |
| 38  | Federico Fuligni    | Kalex    |     |     |     |     |     | 28  | 27  |     | 24  |     |     |     | 15  | Ret |     |     |     |     | 1   |
| 39  | Julián Simón        | Kalex    | 23  | 18  |     |     |     |     |     |     |     |     |     |     |     |     |     |     |     |     | 0   |
| 39  | Julián Simón        | Tech 3   |     |     | Ret |     |     |     |     |     |     |     |     |     |     |     |     |     |     |     | 0   |
| 40  | Karel Hanika        | Kalex    |     |     |     |     |     |     |     |     |     | 22  |     |     |     |     |     |     |     |     | 0   |
| 41  | Ryo Mizuno          | Kalex    |     |     |     |     |     |     |     |     |     |     |     |     |     |     | 22  |     |     |     | 0   |
| 42  | Axel Bassani        | Speed Up |     | 25  | 24  | 23  | 24  |     |     |     |     |     |     |     |     |     |     |     |     |     | 0   |
| 43  | Steven Odendaal     | NTS      |     |     |     |     |     |     |     |     |     |     |     |     |     | 24  |     |     |     |     | 0   |
| 44  | Jake Dixon          | Suter    |     |     |     |     |     |     |     |     |     |     |     | 25  |     |     |     |     |     |     | 0   |
| 45  | Dimas Ekky Pratama  | Kalex    |     |     |     |     |     |     |     |     |     |     |     |     |     |     |     |     | Ret |     | 0   |
| 46  | Saeed Al Sulaiti    | Speed Up | Ret |     |     |     |     |     |     |     |     |     |     |     |     |     |     |     |     |     | 0   |
| 47  | Héctor Garzó        | Tech 3   |     |     |     |     |     |     |     |     | Ret |     |     |     |     |     |     |     |     |     | 0   |
| 48  | Nasser Al Malki     | Speed Up | DNS |     |     |     |     |     |     |     |     |     |     |     |     |     |     |     |     |     | 0   |
| Pos | Piloto              | Moto     | QAT | ARG | USA | ESP | FRA | ITA | CAT | NED | GER | CZE | AUT | GBR | RSM | ARA | JPN | AUS | MAL | VAL | Pts |

| Color     | Resultado                                                               |
| --------- | ----------------------------------------------------------------------- |
| Oro       | Ganador                                                                 |
| Plata     | 2.ª plaza                                                               |
| Bronce    | 3.ª plaza                                                               |
| Verde     | Finalizó en los puntos                                                  |
| Azul      | Finalizó sin puntos                                                     |
| Azul      | NC - No clasificado                                                     |
| Violeta   | Ret - No terminó (Carrera)                                              |
| Rojo      | DNQ - No se clasificó                                                   |
| Negro     | DSQ - Descalificado                                                     |
| Blanco    | DNS - No empezó (carrera)                                               |
| Blanco    | WD - Retirado (fin de semana)                                           |
| Blanco    | C - Carrera cancelada                                                   |
| Sin color | DNP - Inscrito pero no participó                                        |
| Sin color | INJ - Lesionado                                                         |
| Sin color | EX - Excluido                                                           |
| Estado    | Resultado                                                               |
| Negrita   | Pole position                                                           |
| Cursiva   | Vuelta rápida                                                           |
| †         | Abandona, pero clasifica al completar el porcentaje requerido para ello |

### Clasificación de constructores
| Pos | Constructor | QAT | ARG | USA | ESP | FRA | ITA | CAT | NED | GER | CZE | AUT | GBR | RSM | ARA | JPN | AUS | MAL | VAL | Pts |
| --- | ----------- | --- | --- | --- | --- | --- | --- | --- | --- | --- | --- | --- | --- | --- | --- | --- | --- | --- | --- | --- |
| 1   | Kalex       | 1   | 1   | 1   | 1   | 1   | 1   | 1   | 1   | 1   | 1   | 1   | 1   | 1   | 1   | 1   | 3   | 3   | 2   | 427 |
| 2   | KTM         | 4   | 2   | 6   | 3   | 13  | 5   | 3   | 5   | 2   | 3   | 7   | 8   | 4   | 3   | 7   | 1   | 1   | 1   | 266 |
| 3   | Suter       | 11  | 8   | 5   | 6   | 6   | 7   | 16  | 11  | 8   | 26  | 9   | 10  | 5   | 9   | 9   | 8   | 17  | 10  | 120 |
| 4   | Speed Up    | 17  | 6   | 7   | 23  | 8   | 8   | 11  | 19  | 4   | 6   | 11  | 6   | 7   | 7   | 16  | 7   | 11  | 7   | 117 |
| 5   | Tech 3      | 9   | 5   | 9   | 22  | 7   | 14  | 8   | 16  | 12  | 5   | 15  | 12  | 12  | 14  | 2   | 5   | 8   | 22  | 107 |
|     | NTS         |     |     |     |     |     |     |     |     |     |     |     |     |     | 24  |     |     |     |     | 0   |
| Pos | Constructor | QAT | ARG | USA | ESP | FRA | ITA | CAT | NED | GER | CZE | AUT | GBR | RSM | ARA | JPN | AUS | MAL | VAL | Pts |